# Бжустув (Мазовецьке воєводство)
Бжустув (пол. Brzustów) — село в Польщі, у гміні Ґарбатка-Летнисько Козеницького повіту Мазовецького воєводства. Населення — 203 особи (2011).
У 1975-1998 роках село належало до Радомського воєводства.

## Демографія
Демографічна структура станом на 31 березня 2011 року:
|          | Загалом | Допрацездатний вік | Працездатний вік | Постпрацездатний вік |
| -------- | ------- | ------------------ | ---------------- | -------------------- |
| Чоловіки | 106     | 15                 | 80               | 11                   |
| Жінки    | 97      | 20                 | 49               | 28                   |
| Разом    | 203     | 35                 | 129              | 39                   |